# Autokratie
Als Autokratie oder Selbstherrschaft (altgriechisch αὐτοκράτεια autokráteia ‚Selbstherrschaft‘, von αὐτός autós ‚selbst‘ und κρατεῖν krateín ‚herrschen‘) wird in der Politikwissenschaft eine Herrschaftsform bezeichnet, in der eine Einzelperson oder Personengruppe unkontrolliert politische Macht ausübt und keinen verfassungsmäßigen Beschränkungen unterworfen ist: eine durch den alleinigen Machtträger aus eigener Vollkommenheit selbst legitimierte Herrschaft. In der vergleichenden Regierungslehre wird der Autokratie zumeist die Demokratie als idealtypisches Konzept gegenübergestellt. Für dazwischen liegende Systeme gibt es mehrere Konzepte, beispielsweise defekte Demokratie oder Hybridregime. Dagegen unterscheidet der Staatsrechtler Karl Loewenstein als den der Autokratie entgegengesetzten Idealtypus den Verfassungsstaat, in dem mehrere unabhängige Machtträger an der Ausübung der politischen Macht beteiligt sind und sich wechselseitig kontrollieren. Der Begriff der Diktatur, der lange als Antonym zu Demokratie gebraucht wurde, kommt demgegenüber in den Politikwissenschaften zunehmend außer Gebrauch. Nach Jürgen Hartmann konkurriert der Begriff Autokratie mit Bezeichnungen von gleicher Bedeutung wie Diktatur und autoritäres System (oder autoritäres Regime), insoweit werden diese Begriffe in der Literatur auch synonym verwendet.
Als Autokraten (altgriechisch αυτοκράτης autokrátes ‚selbst Herrschender‘) bezeichnet man dementsprechend einen Allein- bzw. Selbstherrscher, der in einem bestimmten Gebiet die Herrschaftsgewalt aus eigener Machtvollkommenheit ausübt und in seiner Machtfülle durch nichts und niemanden eingeschränkt ist. Der Ausdruck Autokrat wird umgangssprachlich auch für einen selbstherrlichen Menschen verwendet (ähnlich Despot, Tyrann, Diktator).
Eine Autokratie, in der unfreie Wahlen durchgeführt werden, wird manchmal als Wahlautokratie („elektoraler Autoritarismus“) bezeichnet.

## Definition und Typologie
Grundsätzlich ist die Selbstherrschaft die Ausübung der uneingeschränkten Herrschaftsgewalt aus eigenem Recht ohne fremde Ermächtigung. Als Herrschaftsform vereint die Autokratie deshalb alle Kompetenzen des politischen Systems in einer zentralen Kraft und sieht weder die Beteiligung des Volkes an der Staatsgewalt noch einen wie auch immer gearteten Rückbezug auf eine übergeordnete Instanz vor, die die Ausübung der Herrschaft kontrolliert und legitimiert. Eine autokratische Regierung herrscht daher definitionsgemäß aus eigener Vollmacht und ist niemandem Rechenschaft schuldig. Bei angenommenem Gottesgnadentum wird diese absolute Vollmacht nur insoweit relativiert, als sie durch die Verantwortung des oder der Herrschenden gegenüber Gott beschränkt ist. Inhaber all dieser Kompetenzen kann eine einzelne Person (Monokratie; z. B. König, Diktator) oder eine Gruppe (Partei, Junta, Zentralkomitee) sein. Dieter Nohlen nennt folglich in Anknüpfung an Karl Loewenstein als definierendes Merkmal der Autokratie, dass nur ein Machtträger vorhanden sei, dies könne sowohl eine Gruppe als auch eine Einzelperson als Diktator sein. Der Politikwissenschaftler Everhard Holtmann definiert Autokratie als Oberbegriff, der alle Herrschaftsformen zusammenfasst, in denen die Staatsgewalt von einem einzelnen Herrscher monopolisiert wird.
Der Begriff „konkurriert mit eingeführten Bezeichnungen von gleicher Bedeutung wie der Diktatur und dem autoritären System“.
Als klassische Beispiele für Autokratien gelten die absolute Monarchie und die illegitime Diktatur. Während der absolutistische Monarch zumindest das göttliche und historische Recht als eine auch für sich bindende Instanz anerkennt und seinen Untertanen zumeist auch die Integrität der Person und des Eigentums gewährt, sieht sich ein reiner Diktator prinzipiell an keinerlei Rechtsnormen gebunden und wird in Normsetzung und Regierungsvollzug nur durch die faktischen Gegebenheiten und Möglichkeiten der Machtausübung (etwa die Verfügbarkeit eines Militärapparats) begrenzt.
Autokratien sind gekennzeichnet durch eine „Dominanz informeller Institutionen“, so dass „Diktatoren oft klientelistische Netzwerke, systemische Korruption oder bestehende Klanstrukturen für ihren Machterhalt einsetzen“. Aber festzuhalten ist anderseits, dass „autokratische Regime sich mit einem grundsätzlichen Dilemma konfrontiert sehen: Diktatoren können ohne den Rückhalt staatlicher und gesellschaftlicher Akteure, etwa aus Militär und Wirtschaft, weder effizient regieren noch werden sie sich dauerhaft an der Macht halten.“ Das erfordert wiederum den Aufbau oder Erhalt formeller Institutionen, es besteht ein Spannungsverhältnis mit möglicher Auswirkung auf die Systemstabilität.
Personalistisch geprägte Autokratien (d. h. stark von einer Einzelperson dominierte Systeme, in denen die Führungsperson wenig Rücksicht auf unterstützende Institutionen und Beschränkungen innerhalb des Regimes nehmen muss) handeln mit größerer Wahrscheinlichkeit außenpolitisch aggressiv und konfliktorientiert als Autokratien, in denen regimetragende Institutionen eine gewisse Kontrolle über die Führung aufrechterhalten können. Dazu trägt eine in der Umgebung des Diktators auftretende Informationsverknappung bei, abweichende Meinungen werden aus der Entscheidungsfindung mit der Zeit ausgeschlossen. Übersteht ein personalistisches Regime überdies seine Anfangsjahre und hat sich über einen längeren Zeitraum stabilisiert, sinkt dazu die Wahrscheinlichkeit, dass es mit dem Tod des Diktators wieder verschwindet. Denn die regimestützenden Eliten können ihre zukünftige Position im Falle des Verschwindens der Diktatur nicht einschätzen und haben ein Interesse daran, den Status quo beizubehalten.
Autokratien können nach Juan Linz in autoritäre und totalitäre Regime unterteilt werden. In neuere Überlegungen werden zusätzlich so genannte hybride Regime, Scheindemokratien, illiberale Demokratien oder defekte Demokratien einbezogen, die als „Zwischending“ zwischen (formell existierender) Demokratie und (faktischer) Autokratie eingestuft werden.
Der Politikwissenschaftler Uwe Backes nennt drei Typen von Autokratien, die er nach der in ihnen vorherrschenden Herrschaftslegitimation unterscheidet:
1. Regime mit einer chiliastischen Herrschaftsideologie, die er Ideokratien nennt. Diese Ideologien erheben einen exklusiven Wahrheitsanspruch für ihre sehr weitreichenden deskriptiven und normativen Aussagen. Sie entwickeln die Grenzen historischer Existenz überschreitende Visionen einer idealen Zukunft und weisen zurück auf einen angeblichen, lange vergangenen mythischen Idealzustand, den wiederherzustellen sie sich anschicken. Als Beispiele nennt er die bislang als Totalitarismus zusammengefassten Regime, aber auch die Islamische Republik Iran.
2. Regime ohne oder mit nur scheinhafter Ideologie, die zum Eigennutz des oder der Herrscher und aus reiner Machtgier aufrechterhalten werden. Diesen Typus nennt er Despotismus. Als Beispiele nennt er verschiedene außereuropäische Regime wie das der Duvaliers auf Haiti oder Zaire unter Mobutu Sese Seko.
3. Regime mit begrenzter Herrschaftsidee. Hier unterscheidet Backes den Absolutismus, der sich dynastisch-traditional legitimiere, und den Autoritarismus, der sich etwa auf die Aufrechterhaltung der öffentlichen Sicherheit, die Bewahrung bewährter Traditionen, die Mehrung nationalen Prestiges oder eine maßvolle Modernisierung im Sinne einer Entwicklungsdiktatur berufe. Beispiele hierfür seien Ägypten unter Gamal Abdel Nasser oder die Baath-Parteien im Irak und Syrien.[18]

## Beispiele für Autokratien

### Autokratische Regierungen im Alten Rom

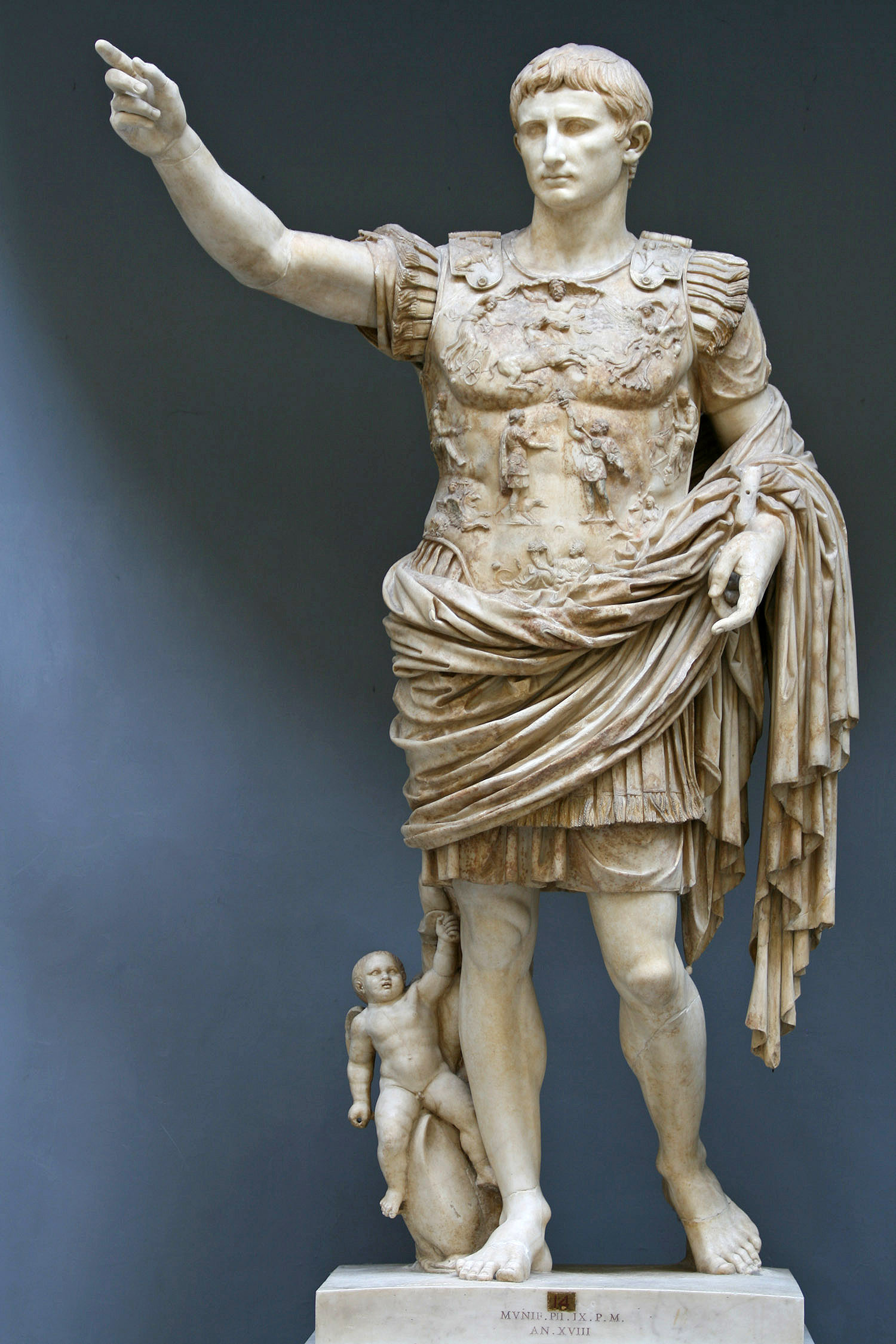
Statue eines unumschränkten Autokraten der römischen Antike, hier der erste Kaiser Augustus

Die Alleinherrschaft des Königs wurde im römischen Staatswesen etwa im 6. vorchristlichen Jahrhundert (im Rahmen der Unabhängigkeitsbestrebungen der Stadt Rom gegenüber der etruskischen Vorherrschaft) durch die Republik ersetzt, in der zunächst der Stadtadel (Patrizier) die Staatsgewalt besaß, an welcher später auch die niederen Schichten der römischen Bürgerschaft (das „Volk“) partizipierten.
Für Kriegs- und Krisenzeiten gab es in der römischen Republik die Möglichkeit, für ein halbes Jahr einen Diktator mit sehr weit gehenden Machtbefugnissen zu ernennen. Dieser hatte das summum imperium inne, das heißt, ihm unterstanden (zeitlich begrenzt) alle Ämter des Magistrats. Die Befugnisse der Volkstribunen waren während der Diktatur außer Kraft gesetzt, ebenso das Berufungsrecht der römischen Bürger vor Strafgerichten. Der Diktator durfte allerdings die Verfassung nicht ändern und weder Kriege erklären noch neue Steuern erheben. Er konnte für Taten während seiner Amtszeit selbst nicht belangt werden. Eine vergleichbare sakrosankte (lateinisch sacrosanctus ‚unantastbar‘) Stellung besaßen sonst nur die Volkstribunen als besonders geschützte Volksvertreter. Die römische Diktatur kann mit diktatorischen Regimen der Moderne kaum gleichgesetzt werden, da sie eine legitime Institution war, die in ihrer Machtfülle und Dauer beschränkt war. In der Spätzeit der Republik geriet sie aber immer stärker in Gefahr, für despotische Zwecke einzelner politischer Akteure missbraucht zu werden. So soll Caesar kurz vor seiner Ermordung versucht haben, sich eine lebenslange Diktatur verleihen zu lassen.
Bei der Begründung des Prinzipats in der Kaiserzeit wurden insbesondere die Rechte und Vollmachten der Volkstribunen auf den als unbeschränkten Alleinherrscher fungierenden Princeps („Erster“, daraus entstanden die Titel Fürst und Prinz) übertragen, der die Titel Augustus und Caesar (daraus: Kaiser) führte. Der Schein einer im Sinne der republikanischen Staatsverfassung agierenden Ausnahmeregierung blieb dabei gewahrt. Dem von den meisten römischen Kaisern ebenfalls geführten Titel Imperator („Befehlshaber“, eigentlich der Ehrentitel eines Militärbefehlshabers) entsprach in der griechischen Kaisertitulatur, die besonders in den späteren Phasen des römischen Reiches parallel oder anstelle der lateinischen Bezeichnungen verwendet wurde, der Ausdruck Autokrator („Selbstherrscher“).

### Autokratische Regierungen in Russland
Im russischen Kaiserreich trug ab 1721 der Zar über lange Zeit ganz offiziell den Titel Selbstherrscher und bezeichnete sich als „Autokrat aller Reußen“ (russisch Император и Самодержец Всероссийский Imperator i Samoderschez Wserossijskij, wörtlich „All-Russischer Kaiser und Autokrat“), also „Selbstherrscher von ganz Russland“. Die Regierungsform der russischen Zaren seit Abschaffung des kirchlichen Patriarchenamts in der Russisch-Orthodoxen Kirche durch Zar Peter I. wird auch als Cäsaropapismus bezeichnet. Dabei vereinte der weltliche Herrscher zwar nicht unmittelbar weltliche und geistliche Gewalt in einer Person, aber die Kirche war den staatlichen Instanzen direkt untergeordnet.
Nach der russischen Revolution und der Einführung des Sowjetsystems wurde dieses in Form einer autokratischen Herrschaft der Kommunistischen Partei realisiert, wie sie insbesondere in der 1936 bis 1977 geltenden Verfassung der Sowjetunion zur Vollendung kam. Zeitweilig verschob sich die Alleinherrschaft von der Partei (bzw. ihren Führungszirkeln) auf den Woschd Josef Stalin, der einen Personenkult um sich aufbaute und mit Massenterror regierte.

### Wahlautokratien
Als Beispiele für Wahlautokratien werden neben Russland unter Wladimir Putin, Ungarn unter Viktor Orbán, die Türkei unter Recep Tayyip Erdoğan sowie die meisten Staaten des subsaharischen Afrika genannt. Der Begriff der Wahlautokratie wird in der Wissenschaft jedoch unterschiedlich definiert und gemessen. In der Praxis führt dies häufig dazu, dass die Klassifizierung eines Landes als Wahlautokratie stark von der verwendeten Definition und Messmethode abhängt.